# Giuseppe Guarneri del Gesù

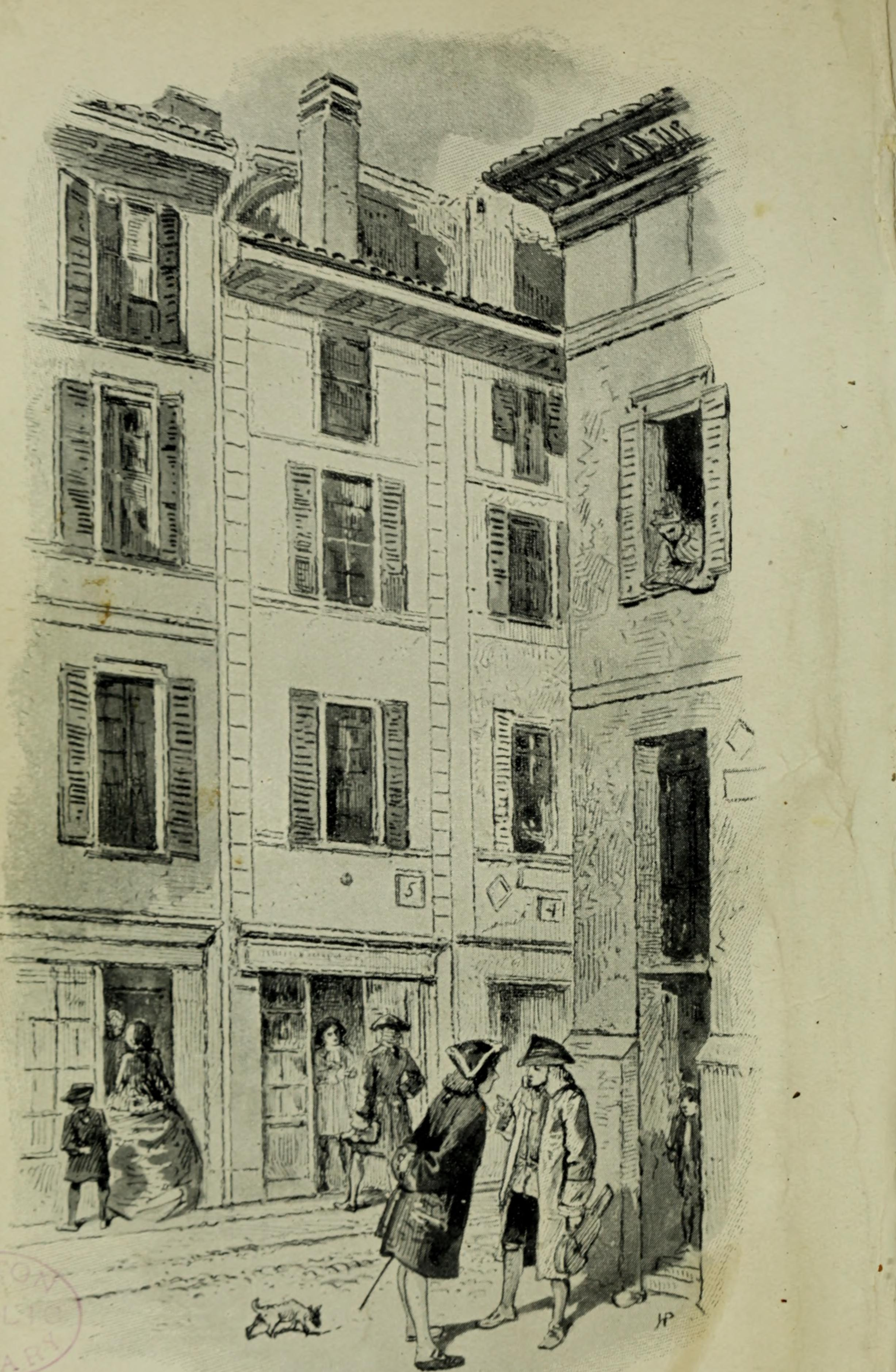
Illusztráció Guarnieri A. Gisalbertival

Bartolomeo Giuseppe Antonio Guarneri (del Gesù ragadványnévvel, Cremona, 1698. augusztus 21. – Cremona, 1744. október 17.) itáliai hangszerkészítő, manapság talán még híresebb és többre tartják Antonio Stradivarinál is.

## Élete
1698-ban Cremonában született, a nagy lantkészítő, Giuseppe Giovanni Battista Guarneri fia és Pietro Guarneri (1695) öccseként. A Gesù (Jézus) becenevet onnan kapta, hogy hangszer rezonánsteste belsejében az IHS szignót használta.
Gyerekkoráról nincsenek adatok, ezért feltételezhető, hogy bátyjával együtt apjától a lantkészítés mesterségét tanulta, ám a műhely életében csak marginálisan vett részt.
Az első fontos esemény Bartolomeo Giuseppe életében 1711-ben történt, amikor a fivére, Pietro Velencébe költözött, hogy önállóan folytassa a hivatását úgy, hogy nem nyitott műhelyt, csak otthon dolgozott.
Bartolomeo Giuseppe apjával maradt, és folytatta a hegedűgyártást. Életének ebben a szakaszában azonban munkássága az első fejlődésen ment keresztül, és hangszerei a Stradivarius-stílus egyre jellemzőbb vonásait vették át (felismerhető a laposabb és kevésbé hegyes ívekben, amelyekben a CC mélyebbre megy a tövénél és a nagyobb szilárdságot felvevő f-lyukakban). Az ebből az időszakból származó hangszerei közül csak néhány példány maradt fenn, amelyek a „Joseph filius Andreæ” címkét viselik.
1722-től mutatkozik a második fekete folt az élettörténetében. 1731-ig nincs több hír róla, amikor is újra megjelenik Cremonában, Caterina Rota férjeként, önálló műhellyel, apjáétól függetlenül.
Amikor visszatért Cremonába, valami megváltozott hangszerkészítési stílusában. A nagyon elegáns Stradivarius-vonalakat Gasparo da Salò stílusának (és általában a bresciai iskolának) nyilvánvaló magába olvasztása és újradefiniálása révén, a maga nemében egyedi stílusa a két különböző, egymással ellentétes hagyományt ötvözve született meg.
Ennek az új eredeti stílusnak az első kísérletei a „Del Gesù” gyártása során valójában olyan alkotásokban ismerhetők fel, mint például: az 1734-es „Pugnani” (Gaetano Pugnani hegedűje, aki Giovanni Battista Viotti mestere volt) vagy a „vilon du diable” (az ördög hegedűje) 1734-ből (Arthur saint Lèon hangszere).
A „Del Gesù”-stílus végső kifejlettsége látható az 1736 után alkotott hegedűin. Ezek formájukban nagyon egyedi hangszereknek bizonyulnak; az aszimmetrikus f-lyukaktól a rendkívül vastag tetőig, alig kidolgozott (majdnem durva) és kapkodva épült hegedűknek tűnnek; mégis ebbe az időszakba tartoznak a legnagyobb és legfontosabb alkotásai, mint például a Paganini-ágyú 1742-ből, az 1743-as „carrodus” (a „cannone” ikertestvére), az 1743-as „Cariplo-hennel-rózsa” és az 1744-es „Ole Bull”.
Guarneri del Gesù hegedűinek sötét és komor hangzása kialakításához hozzájárult (a tetők vastagsága mellett, amely a modern hangszerészet szerint szinte természetellenes), hogy a felhasznált fa minősége tekintetében korlátozottak voltak a lehetőségei. Ezt erősíti meg az a két ikerhangszer is, amelyek egyazon fából készültek, a „carrodus” és a „cannone” (ágyú). Érdekes módon mindkettő Paganinié volt. Hegedűi – az Antonio Stradivari által előállítottakkal ellentétben – harmonikus és erőteljes hangzásúak, nem véletlen, hogy „ágyú” volt a virtuóz hegedűművész, Niccolò Paganini hegedűjének beceneve, amely addig saját hangszere volt Guarnerinek, s amely biztosította az addig másodlagosnak tartott mester újraértékelését.
A legnagyobb kortárs hegedűművészek közül néhányan, mint Sarah Chang, Uto Ughi, Pinchas Zukerman, Itzhak Perlman, Thomas Christian, Anne Akiko Meyers, Giovanni Andrea Zanon és Lisa Batiashvili Guarneri del Gesùn játszanak koncertjeiken.

## Érdekességek
- Andrea Camilleri La voce del violino című regénye egy Guarneri ellopását járja körül.
- Az amerikai James Anderson The Diner in the Desert című regénye egy Guarneri-cselló elrablásáról számol be.
- A 2006-os cremonai kiállításon egy Guarneri del Gesù-hegedűt állítottak ki, amely akkoriban a világ legdrágább hegedűje volt, értékét ötmillió euró körülire becsülték.
- 2008 februárjában Maxim Viktorov orosz ügyvéd és vállalkozó 3,9 millió amerikai dollárért Guarneri del Gesù-hegedűt vett a jól ismert londoni Sotheby's aukciósházban .
- 2010 júliusában a prémium hangszerek értékesítésére szakosodott Bein & Fushi aukciós ház rekordáron, 18 millió dollárért eladásra bocsátotta Guarneri „Vieuxtemps” hegedűjét, ezzel a valaha hegedűért fizetett legmagasabb összeget megkapva.[1]
- A Miért éppen Alaszka? televíziós sorozat egyik epizódjában a fő téma egy Guarneri del Gesù, amelyet egy ravasz üzletember pusztán pénzügyi befektetésként vásárolna meg. A hitelességének bizonyítására felkért hegedűs annyira beleszeret a hangszerbe, hogy a vevő életére tör, hogy megszerezze azt.
- Egy aszteroidát 19185 Guarnerinek neveztek el, amelyet 1991. október 4-én fedezett fel Freimut Börngen Tautenburg ban, és hivatalosan május 9-én adta neki az új nevet a cremonai mester tiszteletére.

## Bibliográfia
- Alessandra Cruciani: Giuseppe Guarneri del Gesù, Dizionario biografico degli italiani, 60. kötet,  Róma, Istituto dell'Enciclopedia Italiana, 2003 (URL-hozzáférés 2018. január 15.)

## Fordítás
Ez a szócikk részben vagy egészben  a   Giuseppe Guarneri del Gesù című olasz Wikipédia-szócikk ezen változatának fordításán alapul.  Az eredeti cikk szerkesztőit annak laptörténete sorolja fel. Ez a jelzés csupán a megfogalmazás eredetét és a szerzői jogokat jelzi, nem szolgál a cikkben szereplő információk forrásmegjelöléseként.